# Castejón del Puente
Castejón del Puente è un comune spagnolo di 418 abitanti situato nella comunità autonoma dell'Aragona.

Fa parte della comarca del Somontano de Barbastro.